# GZ JinNuo Seric Electronic Co Ltd
Guangzhou Jinnuo-serici Electrion Co. Ltd är en kinesisk tillverkare av hemelektronik i Guangzhou i Guangdong-provinsen. I företagets produkt-sortiment ingår bland annat TV-skärmar, DVD-spelare och digitalkameror. Företagets produkter säljs i Sverige under namnet Limited Label.